# 奈良市立大宮小学校
奈良市立大宮小学校（ならしりつ おおみやしょうがっこう）は、奈良県奈良市大宮町四丁目にある公立小学校。

## 沿革
- 1939年（昭和14年）6月13日 - 奈良第六尋常小学校として開校。
- 1940年（昭和15年）4月1日 - 奈良第六尋常高等小学校と改称。
- 1941年（昭和16年）4月1日 - 奈良市大宮国民学校と改称。
- 1947年（昭和22年）4月1日 - 奈良市立大宮小学校と改称。

## 通学区域
- 油阪町の一部、今辻子町、大宮町一丁目、大宮町二丁目、大宮町三丁目、大宮町四丁目、大宮町五丁目、大宮町六丁目、大宮町七丁目、三条大路一丁目、三条大宮町、三条添川町、三条町の一部、三条本町、三条宮前町、西之阪町、二条大路南一丁目[1]

※卒業後は基本的に奈良市立三笠中学校に進学する。

## 主な出身者
- 辻本美博（カルメラ、サックス・クラリネット奏者）
- 坂口愛美(文化放送アナウンサー)

## 通学区域が隣接している学校
- 奈良市立佐保川小学校
- 奈良市立佐保小学校
- 奈良市立椿井小学校
- 奈良市立済美小学校
- 奈良市立大安寺西小学校
- 奈良市立都跡小学校